# Forcett, Australien
Forcett är en ort i Australien. Den ligger i kommunen Sorell och delstaten Tasmanien, i den sydöstra delen av landet, omkring 27 kilometer öster om delstatshuvudstaden Hobart. Antalet invånare är 988.
Närmaste större samhälle är Rokeby, omkring 19 kilometer sydväst om Forcett. 
Trakten runt Forcett består i huvudsak av gräsmarker. Runt Forcett är det ganska glesbefolkat, med 35 invånare per kvadratkilometer. Genomsnittlig årsnederbörd är 619 millimeter. Den regnigaste månaden är november, med i genomsnitt 79 mm nederbörd, och den torraste är augusti, med 37 mm nederbörd.